# Disphragis novella
Disphragis novella är en fjärilsart som beskrevs av William Schaus 1911. Disphragis novella ingår i släktet Disphragis och familjen tandspinnare. Inga underarter finns listade i Catalogue of Life.